# Vega (barco)
S/S Vega, barco de vapor sueco, en él que el explorador Adolf Erik Nordenskiöld realizó la expedición de 1878 que atravesó por primera vez el Paso del Noreste, convirtiéndose en el primer barco que realizó la Circunnavegación de Eurasia.
El Vega era un barco mixto a vapor y vela, fue construido en 1872 en Bremerhaven, tenía 45 metros de eslora y una capacidad de tonelaje de 357 toneladas. Poseía un motor auxiliar de 70 Caballo de potencia. 
Su uso original era la caza de ballenas y de focas. Tras la expedición de Nordenskiöld, retornó a su primitivo fin. El barco fue avistado en la Melville Bay al oeste de Groenlandia en 1903, navegando bajo propiedad escocesa.

## Expedición de Nordenskiöld
En la expedición dirigida por Nordenskiöld en 1878 el barco llevaba una tripulación de 21 personas y estaba al mando del capitán Palander. 
El Vega partió de Karlskrona en Suecia, el 22 de junio de 1878, doblaron el cabo Cheliuskin en Siberia el diez de agosto, quedó atrapado por el hielo a finales de septiembre cerca del Estrecho de Bering. El barco permaneció aprisionado todo el invierno. Al llegar el verano del año siguiente el barco pudo ser liberado de los hielos, continuó su travesía y tras atravesar el cabo Dezhneva, alcanzó Port Clarence, en el territorio de Alaska, y luego Yokohama, en Japón, donde llegó el 2 de septiembre de 1879. Para volver a Europa rodeó Asia y cruzó el Canal de Suez.

## Imágenes

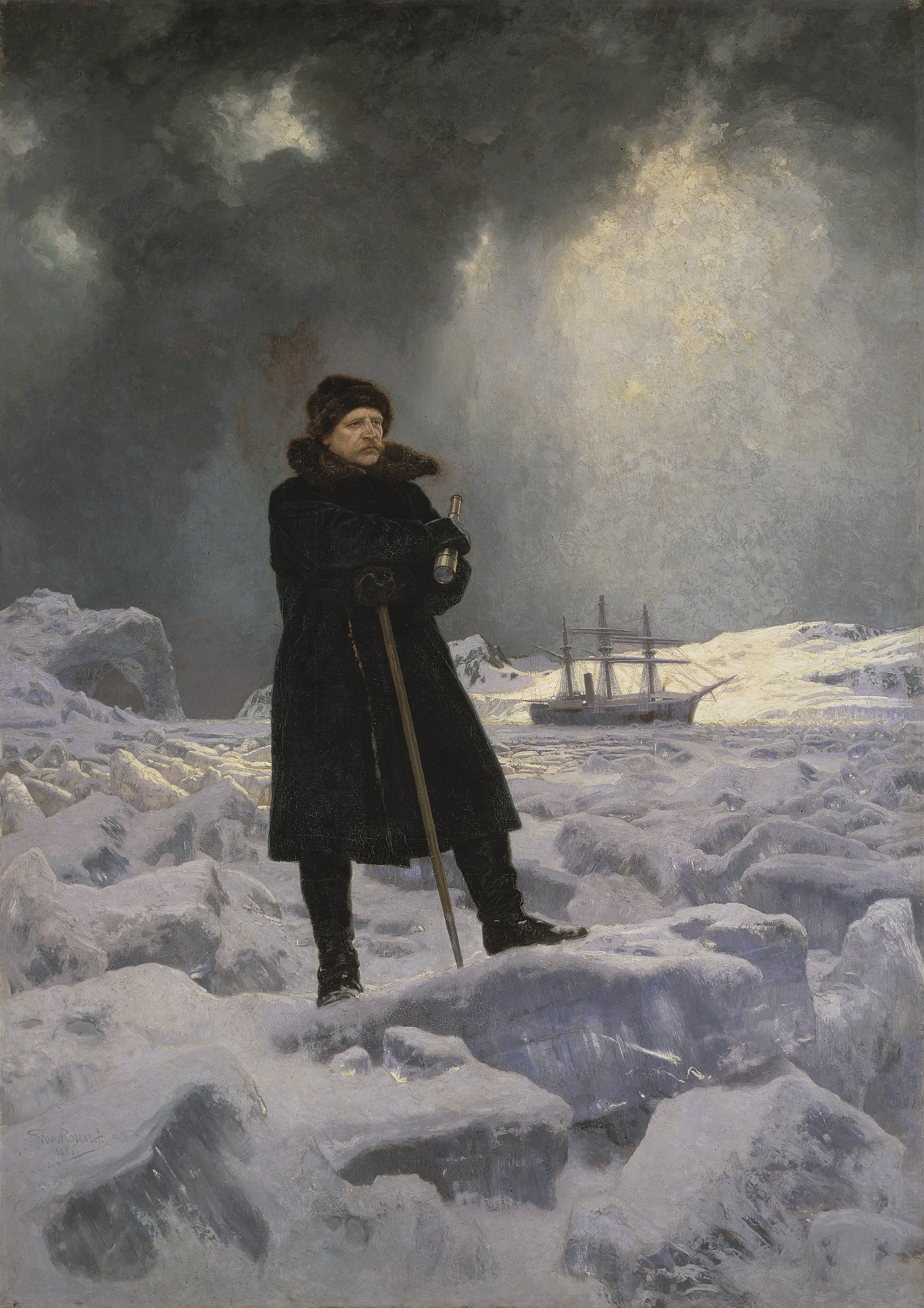
Adolf Erik Nordenskiöld with the Vega, by Georg von Rosen.
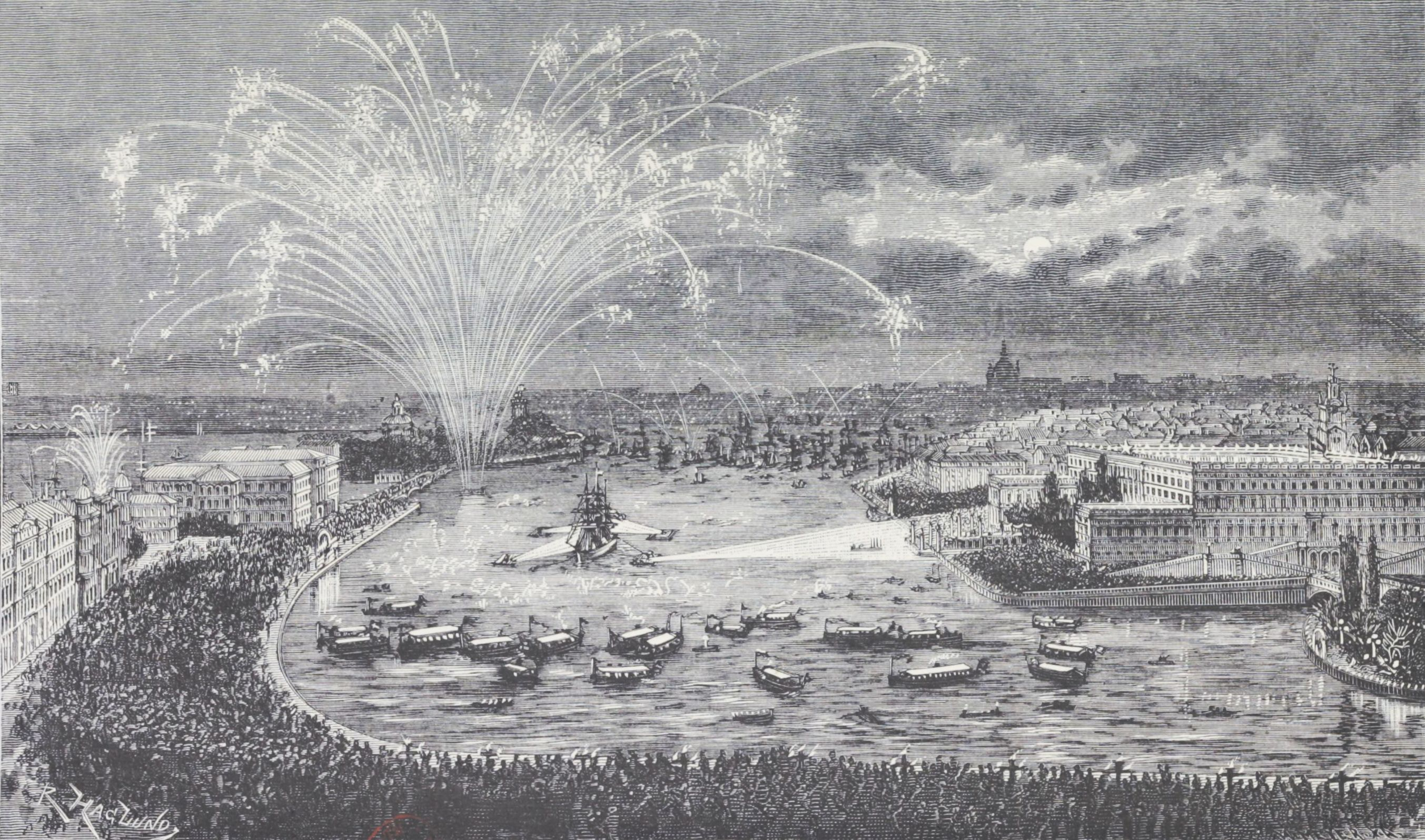
Llegada a Estocolmo de Adolf Erik Nordenskiöld a bordo del vapor Vega el 24 de abril de 1880.
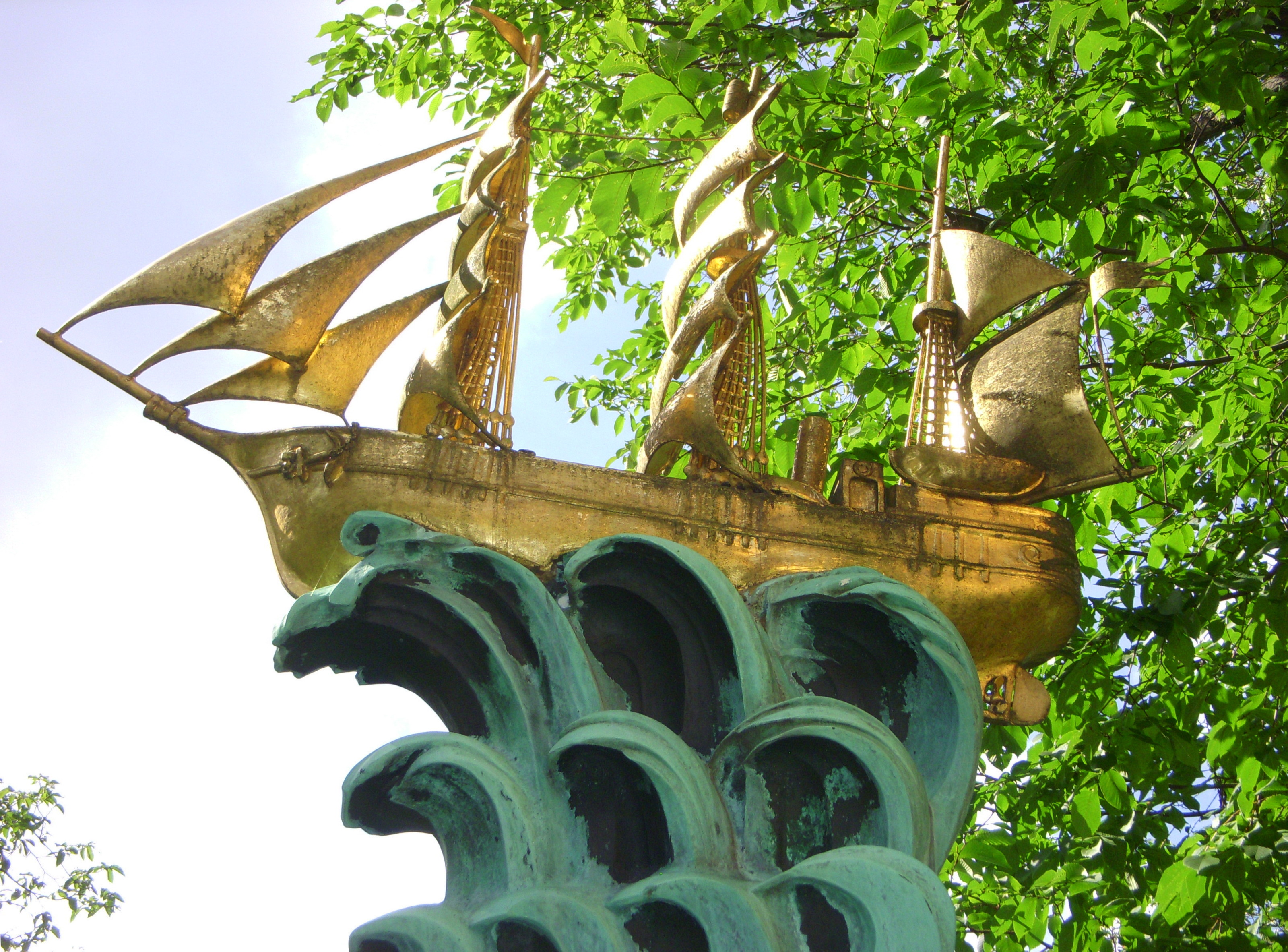
Monumento a la nave Vega en Estocolmo.